# CF Badalona
Der Club de Fútbol Badalona, im deutschen Sprachraum auch FC Badalona, ist ein spanischer Fußballverein aus Badalona, Katalonien. Der 1903 gegründete Klub spielt in der Segunda División B, Gruppe III.

## Geschichte

### Die ersten Jahre
Der Musiker und Athlet Francesc Viñas Bosch gründete den Club unter dem Namen Football Bétulo Club am 15. Mai 1903 als Abteilung des 1900 gegründeten Radsport-Vereins Bétulo Sport. Im Jahr 1908 wurde der Verein offiziell eingetragen. Bis zum Jahr 1913 liefen die Spieler in rot-blauen Trikots auf.

### Fusion
Nach einigen Jahren als eigenständiger Club fusionierte der Verein 1933 mit Artiguense. Damit verbunden war die Umbenennung in Sport Club und der Umzug in Barcelonas Stadtviertel Artigues. Am 11. Oktober 1936, kurz nach dem Ausbruch des Spanischen Bürgerkriegs, wurde das neue Stadion Camp del Centenari mit einer Partie gegen den FC Barcelona eingeweiht.

### Nachkriegszeit und Wirtschaftskrise
Obwohl man nach dem Spanischen Bürgerkrieg mit großen ökonomischen Problemen zu kämpfen hatte, konnte man sich von 1947 bis 1952 in der Segunda División halten. Bis 1963 verbrachte man ein Jahrzehnt in der damals noch drittklassigen Tercera División. Von 1963 bis 1968 verbrachte der Club zwar noch einmal in der Segunda División, doch die Wirtschaftskrise in den 1960er Jahren sorgte fast für den endgültigen Zusammenbruch des Clubs. Ausschließlich die Basketball-Abteilung konnte auf sich aufmerksam machen.

### Die letzten Jahre
Nach 22 Jahren in der Tercera División und der Fusion mit dem jungen Verein Unió de l’Esport Badaloní stieg der FC Badalona 2004 in die Segunda División B auf. Man erreichte 2006 als Tabellenerster die Play-offs, scheiterte aber. Seitdem spielt Badalona in der Segunda División B.

## Stadion
Der FC Badalona spielt im 2017 eröffneten Estadi Municipal de Badalona. Das Stadion hat eine Kapazität von 4170 Zuschauern. Zuvor hatte der Klub im Camp del Centenari von 1936 gespielt.

## Clubdaten
Stand: Saisonende 2018/19
- Spielzeiten Liga 1: 0
- Spielzeiten Liga 2: 14
- Spielzeiten Liga 2B: 16
- Spielzeiten Liga 3: 40
- Beste Platzierung: 1. (Segunda División B – 2005/06)
- Schlechteste Platzierung: 15. (Segunda División – 1949/50, 1951/52)

## Erfolge
- Meister Tercera División (6): 1932/33, 1945/46, 1946/47, 1960/61, 2002/03, 2003/04)
- Meister Segunda División B (1): 2005/06

## Bekannte ehemalige Spieler
- Luis García

## Bekannte ehemalige Trainer
- Josep Escolà
- Ramón Calderé